# Oreszt Dmitrovics Klimpus
Oreszt Dmitrovics Klimpus (ukrán betűkkel: Орест Дмитрович Климпуш; Kőrösmező, 1941. február 14.) ukrán mérnök, politikus és diplomata. 1992–1994 között közlekedési miniszter, majd 1997-től 2002-ig Ukrajna rendkívüli és meghatalmazott követe volt Magyarországon. Az ukrán Nemzeti Közlekedési Egyetem (NTU) professzora, a motorok és hőtechnikai tanszék munkatársa.

## Élete
A Huculvidék kárpátaljai részének központjában, Kőrösmezőn született. Apja Dmitro Klimpus jómódú ruszin-hucul vállalkozó és gazdálkodó, a Kárpáti Szics parancsnoka volt, aki fontos szerepet játszott az 1920-as évek Kárpátalja közéletében. Anyja Jelizaveta Dmitrivna Klimpus (sz. 1908).

### Szakmai karrierje
Oresz Klimpus 1957-től a kőrösmezői erdőgazdaságban dolgozott géplakatosként, eközben levelező képzése keretében a huszti Erdészeti és Faipari Technikumban tanult. 1959-től a Kijevi Gépjárműközlekedési Főiskola hallgatója  volt, a főiskolát 1964-ben végezte el. 1965-től a lvivi Holovlvivbud építőcég huszti járműtelepének főmérnökeként dolgozott. 1967–1970 között a Kijevi Járműközlekedési Főiskolán aspirantúrát végzett. 1971-től Kijevben a Járműközlekedési Állami Intézetben (később Avtotranszport) dolgozott, kezdetben beosztott mérnökként, majd csoportvezetőként. 1977–1988 között az intézet tudományos igazgatóhelyettese, majd 1988-tól igazgatója volt.  1992-ben az Ukrán Közlekedési Akadémia tagjává választották.

### Politikai pályafutása
Ukrajna függetlenné válása után politikai pályára lépett. 1992 márciusában kinevezték Ukrajna közlekedési miniszterévé Vitold Fokin kormányában, mely posztot 1994 júliusáig töltötte be. A független Ukrajna első közlekedési minisztereként ő szervezte meg és állította fel az ukrán közlekedési minisztériumot, Még hivatali idejében indult az 1994-es ukrajnai parlamenti választáson, ahol képviselői mandátumot szerzett a rahói központú 172. sz. egyéni választókerületben. Képviselőként lemondott miniszteri posztjáról. A parlamentben az energetikai és közlekedési parlamenti bizottság vasúti, közúti és légi közlekedési albizottságának elnöke volt.
A magyarul is jól beszélő Klimpust 1997 decemberében nevezték ki Ukrajna magyarországi rendkívüli és meghatalmazott követévé. 1998-tól Szlovéniába is akkreditálva volt, valamint ellátta a Duna Bizottságba akkreditált ukrán nemzeti képviselő posztját is. Magyarországon 2002-ben fejezte be diplomáciai szolgálatát.
Hazatérése után, 2002–2006 között ismét parlamenti képviselő volt. A 2002-es parlamenti választáson a rahói központú 75. sz. egyéni választókerületben szerzett mandátumot.
Az Ukrajnai Közlekedési Munkáltatók Szövetségének (FRTU) elnöke.

## Magánélete
Felesége Jaroszlava Vaszilivna Klimpus, logopédus. 1972-ben született lánya, Ivanna Klimpus-Cincadze politikus, 2016-tól miniszterelnök-helyettes.
Mintegy 60 tudományos cikk, 3 tudományos könyv és több szakmai kiadvány szerzője.

## Külső hivatkozások
- Oreszt Klimpus adatlapja az Ukrán Legfelsőbb Tanács (1994–1998) honlapján (ukránul)
- Oreszt Klimpus adatlapja az Ukrán Legfelsőbb Tanács honlapján (ukránul)
- "ЗА ЧАЙ.COM": ПОЛІТИК, ІНЖЕНЕР І ДИПЛОМАТ ОРЕСТ КЛИМПУШ В ЕФІРІ "5 КАНАЛУ"